# マジすか学園
『マジすか学園』（マジすかがくえん）は、テレビ東京制作でテレビ東京系列のドラマ24枠（毎週土曜0時12分 - 0時53分〈金曜深夜〉）で2010年に放送されたAKB48出演の連続テレビドラマ。

## 概要
主演の前田敦子をはじめとするAKB48のメンバー、さらに姉妹グループのSKE48やSDN48のメンバーも多く出演する、多人数のドラマ。
企画・原作を務めた総合プロデューサー・秋元康は「AKB48をアイドルっぽく見せないドラマを作りたい、そしてこの人数の多さと各メンバーの個性を生かしたい。そう思ってこのドラマを企画しました」と語っていた。
出演メンバーの多くにとって本作品がドラマ初出演となったため、開始時にピンポーンという効果音とともに「このドラマは、学芸会の延長であり、登場人物の一部に、お見苦しい（?）演技がございますが、温かく見守ってご覧いただければ幸いです」といった断り文や、予告編では「大根役者勢揃い、成長中」のテロップが挿入されていた。最終話では、「御礼 学芸会の延長みたいなドラマにお付き合い頂き、ありがとうございます。おかげさまで彼女たちの演技がほんの少し成長できたと思います。最後にもう少しお付き合いください」、「大根役者、卒業」に変更された。
個々のメンバーがピンで活躍しているため、オンエア上は数分のシーンでも出演者同士のスケジュールを抑えるのが非常に大変だったという。また、出演者は皆アクションシーンを相当本気で挑んだため、拳や蹴りが思い切り当たり、病院に何度も運ばれたメンバーもいた。
特徴として、出演者のグループ内での現実の立場（実際の劇場やコンサートなどでのステージ上のポジショニングや個々のキャラクター）やエピソードを匂わせるメタフィクション的な台詞がたびたび登場し、AKB48のファンでなければわからないような内容のものも多い。その傾向は続編『マジすか学園2』で一層顕著となり、チーム内で伸び悩んでいる状況をシニカルに揶揄されたり（内田眞由美）、スキャンダルなどを自虐的に表現する台詞（菊地あやか）が非常に目立つようになった。また、AKBについても「握手会のないAKB」「バカ受けするたかみな」などの自虐的な台詞がある。

## あらすじ
悪名高きヤンキー高校・私立馬路須加女学園（しりつまじすかじょがくえん、通称：マジ女）。そこに前田敦子という生徒が転校してきた。一見メガネをかけ地味な風情を装っているが暗い過去があり、それを引きずり人目を避けるように生活していた。ところが、同じ日に同じクラスに転校してきた鬼塚だるまを助けたことでそのケンカの強さが学園内に知れ渡りケンカに明け暮れることになる。主にマジ女の大島優子率いるマジ女史上最強武闘派集団ラッパッパ、マジ女生徒、そのライバル校・矢場久根（やばくね）女子商業高校などの強豪ヤンキーたちから次々に挑戦を受けることになる。前田も数々のタイマンを重ねるうちに、互いに認め合った者たちに対して心を開いてゆくが…

## 登場人物
※本人同名役は、名前の横に（※）を付記。ニックネームで呼ばれているキャラクターの本名は演者と同じ。ただし、ミキ・チハル・サナエのように下の名が異なるキャラクターは除く。

### 馬路須加女学園
前田敦子（※）
本作品の主人公。最強のヤンキー。八木女子高校から馬路須加女学園2年C組に転校してきた。普段は眼鏡を着用して鋭い眼光を隠し、無気力・無関心に徹して存在感を消しているが、「マジ」というワードには過敏に反応してしまう。「マジ」を軽んずる輩に相対した場合には、眼鏡を外して武闘派に豹変し、自らの鉄拳で相手を叩き伏せる。その強さゆえにケンカを挑まれ敵が多いがケンカを通じ友達の大切さに気づく。パンチ力138kgのハード・パンチャー。しかしながら、血にまみれた自分の拳を嫌悪していて、執拗に手を洗う癖がある。
打撃技としてフックパンチを多用し、対学ラン戦では「ワンインチパンチ」というノーモーションのフィニッシュ・ブローを披露した（『マジすか学園4』第1話で、さくらがドドブスを仕留めたのもこのワンインチパンチである）。また、ここ一番の局面では仲間の得意技を応用することもあり、対シブヤ戦での「だるまの頭突き」、対サド戦での「学ランの必殺パンチ」・「大歌舞伎の掌底突き」・「チョウコクの手刀」・「だるまの頭突き」の釣瓶打ち、いずれも「ダチ」と認めた仲間との絆の強さ（精神的な共闘）を象徴するような形で表現されている。
本来は明るい性格なのだが、転校当初は、マブダチ・みなみを失った苦い経験から容易に他人を寄せ付けようとしなかった。亡きみなみの遺志を引き継いで介護士を目指して勉強中で、介護士見習いとして「あかつき総合病院」にパートタイマーとして勤務。全編を通して青とピンクのシュシュを手首に着用している。これはみなみの手作りの品で、本来はペアで2人でひとつずつ着けていたものだが、みなみの死後は形見として両方着用するようになった。
卒業式で優子からマジ女のテッペンを託された。

#### 最強武闘派集団ラッパッパ（吹奏楽部）
部室は校舎最上階の一番奥にあり、そこに続く階段は一つしかない。ラッパッパの部室の横にはバリケードがある。部外者が階段を登ることは「ラッパッパへの挑戦」を意味する。例外としてネズミは敵対したとは見なされていない。また劇中の描写を見る限り、優子（部長）やサド（副部長）の承諾がなければ入部できない。幹部格の精強四人衆「四天王」は、各々の個性にマッチした色合いのスカジャンを着用している。
大島優子（※）
3年生。ラッパッパ部長。1年生の時、マジ女にカチコミをかけてきた矢場久根のヤンキーをひとりで撃退し返り血を浴び笑みを浮かべながら去っていったという伝説の主。その桁外れの戦闘能力と心の底から喧嘩を楽しんでいるような立居振舞から、畏怖とリスペクトの念を込めて「喧嘩をするために生まれてきたような女」と形容されている。良くも悪しくも「殴り合うこと」でしか他者とのコミュニケーションを築けない真性ヤンキーの宿業を一身に体現した象徴的な存在で、ヤンチャで明るい。前田が転校してきた時点で、既に病に冒され長期休学中であった。
「余命1ヶ月」と診断されていたことが第7話で明らかになるが、優子自身も長くないことを察しナンバー2のサドに託す。物語序盤においては他の入院患者たち（ヤクザ、オカマ、リストラ、舎弟）と楽しげに神経衰弱やドッジボール、しりとりに興じており、決して人前では具合の悪い気配を見せなかった。介護士見習いのアルバイトとして病院に通ってくる前田と接点を持ち、前田を気にかけ話かけたり遊びに誘ったり優しい一面もある。第6話冒頭で、サドから報告を受けた問題の転校生が前田であることを認識したが変わらず接する（一方、前田は第10話まで優子がラッパッパの部長であることに気づかなかった）。
結局、優子の病状の悪化によって前田とのタイマンは実現せず、しかし実力は前田よりも上とみられる。卒業式の場で前田に自分のスカーフを手渡し、「今日からお前がテッペンだ」と参列者全員の前で宣言した。
サド
演 - 篠田麻里子
3年生。ラッパッパ副部長。海千山千のラッパッパ四天王を束ねるNo.2。「サド」とは優子の軍門に降った際に与えられた呼称で、徹底的に相手を痛めつけるところから名付けられた。それ以来、優子のその強さと器量の大きさに心服している。優子のお見舞いに行った際に優子の余命が短いことを知りショックを受ける。また、入院中の優子への学園内の動静の逐次報告を欠かさない。優子が不在の間学園を仕切り前田に対し四天王を送り込む。シブヤ曰く、笑っている時は機嫌が悪い。
制服の背中には右肩から腰にかけて薔薇と髑髏を模った刺繍が施してある。ゴージャスなファージャンパーを身にまとい、大きなイヤリングをつけたりけん玉（玉は銀色、剣は黒色）を常時携行している。けん玉の由来は不詳だが、第9話でトリゴヤがけん玉を手に取ってサドの残留思念を読み取ろうした際に焦っていた（卒業後は、主を失った「部長（様）専用」の椅子の上に寄り添うように残されていた）。
ケンカの実力が未知数だったころの前田に対しては傍観のスタンスで構えていたが、死期が迫った優子が前田に強く興味を抱きはじめたことを察知すると一転して逆上し、「卒業までに（優子が生きているうちに）前田を潰す」という大義を掲げて（本心は前田に対する嫉妬心からであったが）、少年院帰りの狂犬・ゲキカラの招聘、タブーとされていたトリゴヤの覚醒など、ヤンキー同士の喧嘩のレベルを超越した過激な手段を用いるようになった。四天王すべてが敗れた後に前田と対戦。当然ながらケンカの実力は突出しており、一旦は前田をダウンに追い込んだ。しかし、みなみや仲間たちとの絆を心の支えとして前田は再び起ち上がり、互いに死力を尽くした真っ向勝負の果てにクロスカウンターで敗北した。崩れ落ちる時「優子さん…」といいながら倒れ前田と戦う前に優子さんに「テッペンはラッパッパだ」、「ぶっ潰してこい」と言われたが「前田討伐」を果たせなかった自責の念と悔しさ、優子さんへの思い、ラッパッパ、胸に迫る万感の思いを堪え切れずに泣き叫んだ。戦い終えて前田が「引き分けみたいなものだった…サドさんのマジは…ハンパねぇ」と言っていた。
ラッパッパ四天王（3年生）
シブヤ
演 - 板野友美
薄ピンク＋ベージュのツートーンのスカジャンを着用。刺繍の図柄は「クール金魚」（金魚＋花柄）。
コワモテの見た目が派手なギャル系ヤンキー。ラッパッパ四天王の筆頭、もしくは「噛ませ犬」的な存在。ムエタイもどきの戦闘スタイルを得意とし、戦闘時にはネイルチップ（付け爪）を外してピンクのフィンガーレスグローブを装着する。廃業したクラブをアジトにして、2年生のダンスをはじめとする数人の私兵を率い実力、人望もあるが短気なため前田をはやく潰したいと焦っていた。中学時代、だるまがパシリとして所属していたギャルサーのヘッドを務めていた。短絡的で煽られやすく、舎弟の山椒姉妹を退けた前田に対して激しく敵愾心を燃やしていて「前田いつまでも黙ってみているとおもうなよ」と前田に言い放つが、サドから自重するように抑えられてしまいさらに苛立ち、人やイスを蹴ったり八つ当たりしていた。しかし、ラッパッパと前田の共倒れを企むネズミの提案を受け独断で行動を開始する。
四天王一番手として前田に挑戦。だるまのヤンキーソウルを嘲笑ったことにマジギレした前田のヘッドバット（不発に終わっただるまの必殺技）をカウンターで食らって、一撃で瞬殺された。
ブラック
演 - 柏木由紀
黒＋白のツートーンのスカジャンを着用。刺繍の図柄は「白竜」（黒地に白の描線で描かれた竜）。
目にもとまらぬ瞬間移動なみの俊敏な運動能力と優れた動体視力を有する。夜戦を常套とし、夜陰に乗じて一瞬のうちに相手の背後に回り込む奇襲攻撃を定番の喧嘩殺法とする（ただし、闇討ちが絶対条件というわけではなく、照明がある状態でも意に介している様子はない）。倒すと決めた相手に「死（詩）の宣告」と称して一篇の詩を送りつけ、戦闘中も詩を詠みながら相手を追いつめる（自身が敗北した際にも、意識を失う前に聖書の一節を詠んだ）。サドの高圧的な態度に反発して熱くなっていたシブヤとは対照的に、感情の起伏を面（おもて）に出さず、常に冷静でサドの命令には忠実に従うクールなファイター。
四天王二番手として、前田四天王（だるま・歌舞伎シスターズ・学ラン）と対戦。だるまとのタイマンはもとより、前田四天王を同時に相手にしても攻撃を当てさせず一方的に蹂躙するという圧倒的な強さを見せつけたが、小歌舞伎の手刀にロザリオを引き千切られ、それに気をとられた一瞬のスキに大歌舞伎と学ランのツープラトン（掌底突き＋正拳パンチ）を食らって吹っ飛んだところに、だるまの頭突きがまぐれでジャストミートして失神した。なお、前田との初対面時には易々と前田のバックをとり、間髪を容れず放たれた前田の右フックを余裕でかわしている。
ゲキカラ
演 - 松井玲奈
ダークグリーン＋黒のツートーンのスカジャンを着用。刺繍の図柄は「花竜」（天翔ける竜＋富士山＋花柄）。
地元のチンピラを半殺しにした少年院帰り。ケンカの勝ち負けには拘らず。その破壊衝動は制御不能で、際限なく相手を傷つけてしまう。人並はずれてタフで異常に打たれ強い上に痛みに異常に強く(シリーズ通して痛みに苦しむシーンが無いため)、自身が血まみれになるほどのダメージを蒙っていても執拗に攻撃の手を緩めない。ケンカの最中でも笑いながら向かっていく。
性格は、残忍かつ凶暴。暴力と流血、破壊行為に快楽を覚える嗜虐的な異常人格者。根本的に「ヤンキー同士の仁義」「タイマンの美学」などの伝統的な美意識をわきまえておらず、周囲の器物を手当たり次第に凶器として使用し、鼻エンピツ・噛みつきといったエゲツない手段も用いる。狂気に満ちた過激な戦闘スタイルゆえに「四天王最凶」の存在として、特に悪名が高い。また、自分の爪を噛む癖があるが、「爪噛み」は主にストレスや不安が原因であり、エキセントリックな気質・行為行動のすべてが幼少期の母親による虐待のトラウマに起因していることが『舞台「マジすか学園」～京都・血風修学旅行～』に於いて明らかにされた。(首に手を当てる仕草も母親譲り) 四天王三番手として、前田と直接対決するのではなく、周囲の仲間たちを傷つけてジワジワと前田を苦しめ、「ねぇ？怒ってる？」、「マジで怒ってる」と笑い前田を怒らせて戦うという戦術を採った。難敵であり前田を椅子で殴って昏倒させ、駆けつけた学ラン・歌舞伎シスターズも難なく一蹴した。しかし、学ランたちに応戦している間に意識をとり戻した前田の反撃に遭い、マウント・ポジションを奪われてタコ殴りにされる。グロッキー状態になりながらもゾンビのごとく立ち上がり、ハサミ（学ランのヘッドバンド、歌舞伎シスターズの扇子、チョウコクの歌留多を切り裂いた刃先の長い鋏）を背後から振り下ろすが、かわされてとどめの回し蹴りを食らう。しかし、執念深く立ち上がり、血ヘドと共に折れた歯を吐き出し、薄笑いを浮かべながら「前田、お前は疫病神だ…いや、死神か？ みんな、前田には近寄らない方がいいよ〜」と捨てゼリフを残して立ち去っていった。
トリゴヤ
演 - 小嶋陽菜
赤＋シルバーのツートーンのスカジャンを着用。刺繍の図柄は「波鷹」（波間の岩礁に舞い降りる鷹）。
普段のニュートラルな状態での喧嘩の実力は弱く、「四天王の器ではない」と自他ともに認めている。鶏小屋に籠る（閉じ込められる）ことでトランス状態に陥り、異常なスピリチュアル能力が覚醒する特異体質。この覚醒によって、人格・口跡・風貌（髪型・メイク・服装・装身具）が別人のごとく一変し、トサカのように赤い髪で目の下に赤いラインが入っている。サイコメトリー能力（読心術）やマインドコントロール能力（相手の肉体・着衣・所持品に接触することによって深層心理を瞬時に読み取り、潜在するトラウマをピン・ポイントで刺激するようなワードを「見えた！」と言ってから耳元で囁いてパニック状態に陥らせる）が発現する。幻聴が聞こえたり、幻覚が見えたりと心理的にダメージを与え、前田は相当苦しんだ。多用されると精神崩壊の恐れもあるこの能力は優子から忌み嫌われていて、覚醒させた後に事後報告したサドは怒鳴りつけられた。しかし、サドは「壊れてしまえばいいんです」と開き直り前田の精神を壊すつもりだった。
最後の四天王として、フィジカルでは敵わない前田のメンタルな弱点を攻めた。みなみの死にまつわる忌わしい記憶を甦らせて前田を精神的に破綻させることに成功するが、前田が抱えていた心の闇の深さはトリゴヤの精神感応の処理能力を遥かに凌駕していた。想定外のキャパ・オーバーの衝撃でトリゴヤの覚醒は解けてしまい、自我を喪失して闘争本能を全開にした前田に完膚なきまでに打ちのめされた。
ラッパッパ四天王の中では唯一、サドとタメグチで会話する。
1年生
- アニメ - 仲谷明香
- ジャンボ - 田名部生来
- ライス - 米沢瑠美
- 昭和 - 片山陽加

#### 前田四天王
鬼塚だるま
演 - なちゅ
前田と同日に同じ2年C組に転校してきた。前田の強さを知ると「あつ姐」と呼び、勝手に「舎弟」と称して付きまとう。ケンカっ早く、あまり強くはないものの根性はある。医者の家系に育ち、ひとりだけグレた。
中学時代にシブヤがリーダーをつとめるギャルサーに在籍しており、シブヤを見た瞬間に怖じ気づいてしまった（シブヤはだるまのことをまったく覚えていなかった）。
得意技は頭突きで、命中率こそ低いものの威力は高い。得意技にしている理由はシブヤから虐められた時に頭突きを多用されたため、「同じ頭突き」で倒すべく練習した結果である。また、この頭突きはブラックに止めを刺すのにも用いられた。その熱い想いで前田の心を動かした。敵の多い前田につきだいたいの敵にやられている。やられ役。
学ラン
演 - 宮澤佐江
2年A組。性同一性障害であるため、普段は短ランと学生ズボンを着用。なんでもありのケンカ殺法。高所から飛びかかったり、ジャンプしての攻撃を得意とする。
一目惚れしただるまを賭けた勝負で前田のワンインチパンチに敗れた。その結果、今度は前田に惚れて「おれのマジはお前のためにある」と言う。前田四天王として仲間になる。
- 役のモデルは『クローズZERO』の主人公・滝谷源治。

歌舞伎シスターズ（2年生）
歌舞伎メイクで、着物のような服を着たヤンキー2人組。名を上げるべく、矢場久根女子高校のヤンキーに積極的にケンカを仕掛けていた。前田（第2話）、チョウコク（第5話）、ゲキカラ（第8話）にそれぞれ敗北。前田四天王として前田の仲間の一員となる。小歌舞伎は前田とは対戦していない。
大歌舞伎
演 - 河西智美
掌底を得意とする。掌ではなく掌の角の硬い部分で、相手に打撃を与えることにより、拳を痛めず、同時に相手へのダメージを増幅させることができる。前田の介護士の教本を破いて挑発。
小歌舞伎
演 - 倉持明日香
大歌舞伎の舎弟。大歌舞伎の歌舞伎ポーズの意味を解説する（第2話）。だるま・歌舞伎シスターズ・学ランを「前田四天王」と呼んだ（第7話）。

#### 生徒
チームホルモン（2年生）
2年C組。教室内でホルモンや焼肉を食べながら先生をからかったり、一番楽しそうに喋っているヤンキー集団。各話冒頭において、前田と戦う相手の解説をだるまにしてくれる。学園内の事情通。話が進むにつれ、前田側に与するようになる。ケンカはあまり強くはなく、前田（第1話）とゲキカラ（第8話）にそれぞれまとめて倒されている。また、全員がタイマンでチョウコクに負けた経験がある。
ヲタ
演 - 指原莉乃
リーダー。首からホイッスルをさげている。ゲキカラに鼻を鉛筆で突き刺され負傷するも、最終話で完全に回復。
バンジー
演 - 仁藤萌乃
前に出ないがリーダーと同じくらい器があるらしい
ウナギ
演 - 北原里英
幼少のころカブトムシの幼虫をグミと間違い食べてしまったことがあり、それをトリゴヤの能力によって見抜かれトラウマを呼び起こされてしまう。それによりホルモンが幼虫に見えてしまい食べられなくなっていたが、テレビでとある原住民がイモムシをおいしそうに食べているのを見てあっさりと克服する。
アキチャ
演 - 高城亜樹
会計係、首から派手にデコレーションされたガマグチを下げている。
ムクチ - 小森美果
タイミングが悪くしゃべる機会をのがしてしまう。無口で、喋ったのは第10話と最終話のみ。
山椒姉妹（1年生）
四天王・シブヤの舎弟であるゴスロリの3人組。化学室を拠点とし、上級生とのタイマンに勝利することで名を上げている。シブヤの命令で、ケンカをする気のない前田に一度は勝利するが、サドの信用を得られなかったことにより再び喧嘩をしかける。手錠をはめて前田をいたぶるが、前田とだるまのタッグにより敗北。互いを思いやる気持ちが欠けているのが弱点。
みゃお（長女）
演 - 宮崎美穂
3人のリーダー。ゴスロリの服を制服の上から着用している。得意技は前蹴り。
だるまと前田の友情を馬鹿にしたことで前田の怒りに触れ、さらにはだるまに足を掴まれ、身動きが取れない状態で踵落としを喰らって敗北した。
らぶたん（次女）
演 - 多田愛佳
ピンクのロリータ服を制服の上から着用している。
みゃおと同じく前田とだるまの友情を馬鹿にしたが、みゃおに前田の攻撃からの盾にされ敗北、みゃおを見捨ててまなまなと逃走した。
まなまな（三女）
演 - 奥真奈美
白いロリータ服を制服の上から着用している。
みゃおと同じく前田とだるまの友情を馬鹿にしたが、みゃおと仲間割れになっている隙に前田に攻撃され敗北、みゃおを見捨ててらぶたんと逃走した。
金眉会（1年生）
眉毛を金色に染めているグループ。第1話で、だるまと対決し敗北。
リーダー
演 - 脇澤美穂
だるまに襲い掛かるもカウンターの頭突きを食らい一撃で敗北。手下たちも闘志を失ってしまう。
幹部 - 繭Co.
メンバー - 百刈杏、池畠あんず、SHIN-YONG、宮林苑史
その他の生徒
チョウコク
演 - 秋元才加
3年生。百人一首クラブ唯一の部員。以前優子に負け、優子に笑みを浮かべながら拍手された。その悔しさをむねにタイマン百人斬りを実行。倒した相手には百人一首の上の句の札を置いていく。
第5話でネズミの口車にのせられ「94番目（残り6人は四天王・サド・優子）の相手」として前田と戦うが敗れた。
ラッパッパと互角に戦えると噂がある。対決後は前田のことを気にかけている様子。ただし学ランや歌舞伎シスターズと違い、直接的な手助けはしていない。
- 「チョウコク」は顔の掘りが深く、ギリシャ彫刻に似ていることからついた渾名。

ネズミ
演 - 渡辺麻友
1年生。常にパーカーと黒いタイツを着用。ティンバーランドのブーツを愛用している。パーカーはその時によって色がかわる。黒いリュックを背負っている。軍師、参謀的存在でずる賢い。
前田とラッパッパを共倒れさせて、トップの座を取ろうと情報屋として暗躍する。学園内だけではなく矢場久根にも出入りする。「〜っす」や「あっし」が口癖。パーカーのフードをかぶり常にガムを噛んでいる。「ケンカは力じゃねぇ頭つかわねぇとな」が信条で罠をいくつもかける。
- 役名の由来は、ゲゲゲの鬼太郎のねずみ男から。強いものに肩入れするずる賢さと、パーカーのフードを被っている外見もこれに由来する。

峯岸みなみ（※）
2年生。生徒会長。正義感が強く、極度に涙もろい。
卒業式では卒業生なしの体育館で送辞を読み号泣した。
ダンス
演 - 矢神久美
1年生。シブヤの舎弟。第6話に登場し、アジトでパラパラを踊るが、苛立ったシブヤにすぐ止められた。
ダンスが踊っていた曲は、第7話で前田と大島が出かけたゲームセンターのシーンでも使われている。
珠理奈
演 - 松井珠理奈
1年生。ベンチに座り、ヘルマン・ヘッセの『車輪の下』を読んでいる謎の少女。
卒業式の後、前田に宣戦布告をし、ネズミとともに去った。
エレナ
演 - 小野恵令奈
1年生。みなみの妹。両親の離婚の際、父親側に引き取られた。
大好きだったみなみが死んだのは前田のせいだと恨んでおり、前田に様々な嫌がらせをした挙句、ネズミにそそのかされて果たし状を書く。しかし、前田の戦いを見ていくうちに心を動かされて最終的には彼女を許した。
ミキ
演 - 大家志津香
第4話の冒頭で山椒姉妹のみゃおとのタイマンで敗れる。
- ナツミ - 松原夏海
- サキコ - 松井咲子
- トモミ - 中塚智実
- マユミ - 内田眞由美
- ハルカ - 石田晴香

卒業式に集結した生徒
- 岩佐美咲
- 鈴木まりや
- 仲川遥香
- 中田ちさと
- 前田亜美
- 梅田彩佳

- 菊地あやか
- 野中美郷
- 藤江れいな
- 小林香菜
- 佐藤すみれ
- 佐藤夏希

- 近野莉菜
- 増田有華
- 浦野一美
- 大堀恵
- 野呂佳代
- 小原春香

- 石黒貴己
- 植木あさ香
- 大場美奈
- 佐野友里子
- 島崎遥香
- 島田晴香

- 高松恵理
- 竹内美宥
- 永尾まりや
- 中村麻里子
- 森杏奈
- 山内鈴蘭

- 横山由依

#### 教員関係者
野島百合子
演 - ふせえり
馬路須加女学園校長。英語混じりの言葉で話す。ラッパッパ初代部長で敦子の母親とは過去に因縁がある。
「何があっても生徒を見捨てない」主義で、少年院送りになったゲキカラも退学処分にしなかった。
クウキ
演 - 小林すすむ
2年C組担任、数学教師。気が弱く、生徒たちには全く話を聞いてもらえない。
キケン
演 - 手塚とおる
保健教師。いつも女生徒を盗撮しようとするが、失敗している。チハルの詐欺行為の被害者。
チハルからマジ女のシールが貼ってあった原付を取り上げて、だるまに返してあげた。

### 矢場久根女子商業高校
馬路須加女学園のライバル校。通称「ヤバ女」。大人数で少数の相手（1人含む）を袋叩きにするのがスタイル。木刀やバットなどの武器も平気で使う。ネズミに唆されてアジトで前田を襲うが、前田の性格凶変とサドの参戦により形勢逆転し、敗れ去る。
総長
演 - あじゃ
3年生。名前の通りヤバ女の総長で、マジ女を狙っている。ミギウデとの協力技「矢場久根ムロフシ」を持つ。
統率力や人望はあまりないらしく、前田&サドとの戦いで劣勢になると手下はひとり残らず彼女を見捨てて逃げ出した。その後、自分も前田のカウンターパンチに敗れる。
ミギウデ
演 - 安藤なつ（ぷち観音）
3年生。名前の通り総長の右腕。「矢場久根ムロフシ」でハンマー投げの要領で総長を振り回して投げる。
チハル
演 - 佐藤亜美菜
2年生。年上の男性をターゲットに、女の子との仲介役に扮し金を巻き上げるなどの行為を行っていた。
サナエに盗品の原付を3万円で買わされた上、キケンに取り上げられた。
サナエ
演 - 佐藤由加理
3年生。だるまの原付を盗み、チハルに売りつけた。

### 前田家
前田芳郎
演 - 甲本雅裕
敦子の父。昔はヤンキーだったが、現在は普通のサラリーマン。敦子と同様、ひとたび眼鏡を外すと人格が豹変する。
前田幸子
演 - 鈴木砂羽
敦子の母。トラック運転手（オペレートする2tトラックは茨城県の有名なデコトラ、爆心丸）。
高校時代はヤバ女で総長をしており、野島とは芳郎を取り合った因縁がある。敦子に「マジ女のテッペンを取れ」と語る。

### その他の登場人物
みなみ
演 - 高橋みなみ ※出演シーンは、回想および幻影
故人。前田の親友でエレナの姉。両親離婚の際、母親側に引き取られた。八木女子高校の生徒。
祖母の入院をきっかけに喧嘩をやめてマジに生きるべく、介護士への道を志す。
前田の不在時、前田を恨んで復讐にきたガンギレ高校のヤンキーに前田をかばい土下座して詫びをいれたが笑われてガンギレに集団で暴行された末に公園の階段から落とされて命を落としてしまう。
やくざ（入院患者）
演 - 龍坐
リストラ（入院患者）
演 - 田村奏二郎
オカマ（入院患者）
演 - 新川將人
舎弟（入院患者）
演 - 岸田智志
警官
演 - 谷田真吾
老人
演 - 長島弘和
チハルの詐欺行為の被害者。
医者
演 - 江花智之
あかつき総合病院の医師。第7話で優子の「残りの時間」について語る。
他・生徒・職員など
- 田中裕士・高野漁・城野マサト・倉原彩果・木夏咲・小杉美佳
- 中嶋春香・円美穂・吉野めぐみ・柴原麻衣・一岡瑞希 他

## 設定の変更点
製作発表時に公開された設定を変更している点がいくつか存在する。
| 役名     | 出演者     | 変更前                             | 変更後                         |
| -------- | ---------- | ---------------------------------- | ------------------------------ |
| 前田敦子 | 前田敦子   | 「マジすか」をスイッチに性格が凶変 | 「マジ」をスイッチに性格が凶変 |
| ブラック | 柏木由紀   | シングルマザー                     | 本編非登場設定                 |
| トリゴヤ | 小嶋陽菜   | 鶏をこよなく愛す鶏小屋の主         | 鶏を極度に恐れる               |
| ネズミ   | 渡辺麻友   | 役名：ネズミ女                     | 役名：ネズミ                   |
| ダンス   | 矢神久美   | ラッパッパの1年生                  | シブヤの舎弟                   |
| みなみ   | 高橋みなみ | 馬路須加女学園生徒                 | 八木女子高校生徒               |

## 主題歌・挿入歌
何れもAKB48の楽曲を使用。
主題歌・挿入歌
- 桜の栞
作詞：秋元康　作曲：上杉洋史　編曲：光田健一

オープニングテーマ
- マジスカロックンロール（『2』でも使用）
作詞：秋元康　作曲：Candy＆Megane　編曲：野中"まさ"雄一

## 放送日程
| 各話                                                     | 放送日  | サブタイトル                     | 脚本       | 演出               |
| -------------------------------------------------------- | ------- | -------------------------------- | ---------- | ------------------ |
| 第1話                                                    | 1月09日 | 世の中、マジしかねぇんだよ!      | 森ハヤシ   | 佐藤太             |
| 第2話                                                    | 1月16日 | 歌舞伎シスターズ                 | 鎌田智恵   | 佐藤太（脚本協力） |
| 第3話                                                    | 1月23日 | 俺の“マジ”はお前のためにある     | 鎌田智恵   | 松永洋一           |
| 第4話                                                    | 1月30日 | 山椒姉妹登場                     | 瀬戸山美咲 | 松永洋一           |
| 第5話                                                    | 2月06日 | チョウコクとネズミ               | 橋本博行   | 佐藤太             |
| 第6話                                                    | 2月13日 | 四天王 シブヤ登場!               | 山岡潤平   | 佐藤太             |
| 第7話                                                    | 2月20日 | 四天王 ブラック参上!             | 鎌田智恵   | 松永洋一           |
| 第8話                                                    | 2月27日 | 四天王最凶 ゲキカラ・笑う        | 橋本博行   | 松永洋一           |
| 第9話                                                    | 3月06日 | 最後の四天王 トリゴヤ 最強反則   | 鎌田智恵   | 豊島圭介           |
| 第10話                                                   | 3月13日 | みなみのために、優子さんのために | 橋本博行   | 豊島圭介           |
| 第11話                                                   | 3月20日 | 前田、マジ! サド…、泣く。        | 山岡潤平   | 松永洋一           |
| 最終話                                                   | 3月27日 | マジ女全員集合、涙の卒業式       | 山岡潤平   | 佐藤太             |
| 平均視聴率3.7%（視聴率は関東地区・ビデオリサーチ社調べ） |         |                                  |            |                    |

## スタッフ
- 音楽：MOKU（aotsuki）
- 音楽助手：会沢哲弥、皆川公幸
- 音楽協力：テレビ東京ミュージック

| 広報 - スチール：中原一彦 - コンテンツビジネス：合田知弘（テレビ東京）、佐藤永麻（テレビ東京） - 番組宣伝：荒井正和（テレビ東京） - 番組デスク：村山こと子（テレビ東京） - ホームページ制作：北川秀範（テレビ東京） - モバイルコンテンツ：久保聡司（テレビ東京ブロードバンド） - データ放送：半田啓介（テレビ東京） 協力 - 美術協力：hp、Leche、田中通商、三交社 - 制作協力：ジャンゴフィルム、エネット - 技術協力：パイプライン、日本照明、日映装飾美術、日活撮影所、アオイスタジオ、映広、光影舎、おかもと技理、スタントチームGOCCO、Tec's、グリフィス、M2 music、spirot - キャスティング協力：ファインモーション、ソーレプロモーション、シーグリーン、With&Person、TM コーポレーション、アルファコア、ドラゴンフライエンタテインメント、日活芸術学院 - 協力：AKS 制作 - チーフプロデューサー：岡部紳二（テレビ東京） - プロデューサー：河村庄子（テレビ東京）、阿比留一彦（電通）、椋樹弘尚、加藤悦弘 - アソシエイトプロデューサー：熊谷隆宏（秋元康事務所） - 製作担当：相良晶 - 監督助手：権撤、菊蔦稔章 - スクリプター：増子さおり - 助監督：佐野友秀 - アクションディレクター：森﨑えいじ（DEEM FACTORY） - アクション助手：雲雀大輔（本編に「看守」役で出演） - 演技事務：廣田啓 - 車輌：飛鳥田義晴、今西健太 - アシスタントプロデューサー：小松幸敏（テレビ東京）、持田雄平（電通） - 制作主任：戸村祥章 - 制作進行：中村尚 - プロダクションアシスタント：前田峻 - ポストプロダクションプロデューサー：篠田学（秋元康事務所）、豊田賀世 - 制作：テレビ東京、電通 - 製作著作：「マジすか学園」製作委員会 | 美術 - 美術：及川一 - 美術助手：吉川都和 - 装飾：西淵浩佑 - 小道具：中村敬介 - 衣装：天野多恵 - 衣装助手：大平みゆき - ヘア・メイク：大久保恵美子 - メイク助手：石井のり子 - 装飾助手：松岡拓 - 装飾応援：小野善子 技術 - 撮影：小宮由紀夫 - 照明：鈴木敏雄 - 録音：鈴木昭彦 - 編集：日下部元孝、渋谷陽一 - 撮影助手：古野健也 - 照明助手：中村晋平、斎藤しずか - 録音助手：黄永晶 - 音響効果：橋本正明 - ライン編集：大村勘也 - ライン編集助手：池田靖彦 - MA：蜂須賀英幸 - MA助手：栗山若葉 - CG：亘理明生、仲真治 - メイキングプロデューサー：北川謙二（ノース・リバー） - メイキングディレクター：水落誠一、泉千恵 |

### 過去のスタッフ
| - スチール：松原研二、石井千保子 - 編成：走尾奈津絵 - コンテンツ事業：長田隆 - 番組宣伝：大石淳子、石井真知子 - 番組デスク：矢部歩、橋口知恵子 - ホームページ制作：森岡真悟 - 美術協力：株式会社ラビット、DHC、中央法規出版、NTT docomo、人形の吉徳、日映装飾 - 制作協力：Faith Wonderworks、U-bridge、Pipeline - 技術協力：バル・エンタープライズ、ビデオフォーカス、オムニバス・ジャパン - キャスティング協力：プラチナムプロダクション、オフィスオーバ、メインキャスト、B.M.FACTORY、レジェンド、フォーピース、ジェイ・キューピック、iDEAL、テンダープロ、スマイルプロモーション、宝映テレビプロダクション、文化学院、STUNT JAPAN - 協力：C.J.performance（車輌）、MGF JAPAN、シネマユース、シャイカー - エキストラ担当：田山順一 - スタント：関田安明、野貴葵、じゃーじー真輝糸洲 - 美術：畠山和久 - 美術助手：田仲正彦 - スタイリスト：茅野しのぶ（office48）、下田翼（AKS） - 衣装：沢柳陽子 - 衣装助手：三宅尚子 - ヘア・メイク：鷲田知樹 - メイク助手：中澤仁美 - メイク応援：吉田真佐美 - タイトル：清原穂高 - オープニング：佐藤太月 - 振り付け：HISAKO - オープニングCG：大萩真司、今井恭子 - 音楽：古川ヒロシ、ABOTTOレオ | - 照明：片瀬仁美（バル・エンタープライズ）、林大樹 - 録音：片岡博司（バル・エンタープライズ）、土屋和之 - 編集：村上雅樹 - 撮影助手：駿崎直樹、伊藤慎吾（ザ・チューブ） - 照明助手：徳永恭弘・南雲千尋（バル・エンタープライズ）、深川壽幸、金谷真人、三木達也 - 録音助手：片山尚子、木村結香、小林亜由美、硲野千晴、牧野実歩 - ライン編集：和田多加 - MA：河野弘貴 - VE：古川明（ビデオフォーカス） - CA：佐藤広人 - 音声助手：中島正善 - メイキングムービー：初ヶ浦着夫 - メイキングスチール：中川武士 - キャスティング：内田森、斎藤勇司 - スクリプター：押田智子 - 制作デスク：河野陽子、掛須夏美 - 制作ドライバー：村松力、松岡邦浩、末次一博 - 製作担当：竹岡実、萩原満、高見明夫 - 制作主任：鍋島章浩、根津文紀 - 制作進行：加藤陽三 - 制作経理：橋本淳司、根津奈都子（Entertainment Partners Asia） - 制作管理：永山雅也 - 脚本：森ハヤシ、瀬戸山美咲、橋本博行、山岡真介 - アシスタントプロデューサー：金永振（電通）、高木裕隆（電通） - アソシエイトプロデューサー：磯野久美子（秋元康事務所） - プロデューサー：中川順平、佐谷秀美、森田昇、露木友規枝、石田雄治 - 監督助手：石井清夏、野頭雄一郎、後藤孝太郎、福間智子 - 監督：松永洋一 |

## エピソード
- 校長役で出演したふせえりは、「言い訳Maybe」のPVでも教師役として出演している。
- OP「マジスカロックンロール」を歌番組やイベントなどで披露する際には、本作品での衣装を着用する。テレビ初披露は、日本テレビの『AKBINGO!』。
- 撮影現場で出演者の使用済みの小道具をファンが盗むという事件が起きた[3]。
- 全体的に暴力的な描写が多く、視聴者から苦情が寄せられたこともあった。そのうち、残酷・流血描写の多い第8話については、放送倫理・番組向上機構（BPO）から回答を求められた[4][5]。
- チームホルモンの焼肉は、予め焼いておいた冷めた肉で、煙はお香を炊いたものであった。現場は寒く、冷めた肉を台詞までに噛み切るのが大変だったという。肉はやたらエキゾチックな香りがしていた、とのこと[注 10]。

本作品の影響からマジすか新規と呼ばれるAKB48のファンが急増した。